# Coppa Italia 2018-2019 (pallavolo maschile)
La Coppa Italia 2018-2019 si è svolta dal 23 gennaio al 10 febbraio 2019: al torneo hanno partecipato otto squadre di club italiane e la vittoria finale è andata per la seconda volta consecutiva alla Sir Safety Perugia.

## Regolamento
Le squadre hanno disputato quarti di finale, semifinali e finale.

## Squadre partecipanti
| Squadra            | Qualificazione                          | Ultima partecipazione |
| ------------------ | --------------------------------------- | --------------------- |
| BluVolley Verona   | 7ª al girone di andata Serie A1 2018-19 | Coppa Italia 2017-18  |
| Lube               | 3ª al girone di andata Serie A1 2018-19 | Coppa Italia 2017-18  |
| Milano             | 6ª al girone di andata Serie A1 2018-19 | Coppa Italia 2017-18  |
| Modena             | 4ª al girone di andata Serie A1 2018-19 | Coppa Italia 2017-18  |
| Padova             | 8ª al girone di andata Serie A1 2018-19 | Coppa Italia 2017-18  |
| Powervolley Milano | 5ª al girone di andata Serie A1 2018-19 | Coppa Italia 2017-18  |
| Sir Safety Perugia | 1ª al girone di andata Serie A1 2018-19 | Coppa Italia 2017-18  |
| Trentino           | 2ª al girone di andata Serie A1 2018-19 | Coppa Italia 2017-18  |

## Torneo

### Tabellone
|  | Quarti di finale | Quarti di finale   | Quarti di finale |      |        | Semifinali         | Semifinali | Semifinali |  |  | Finali | Finali             | Finali |
|  |                  |                    |                  |      |        |                    |            |            |  |  |        |                    |        |
|  | 1                | Sir Safety Perugia | 3                |      |        |                    |            |            |  |  |        |                    |        |
|  | 8                | Padova             | 1                |      |        |                    |            |            |  |  |        |                    |        |
|  | 8                | Padova             | 1                |      | 1      | Sir Safety Perugia | 3          |            |  |  |        |                    |        |
|  |                  |                    |                  |      | 1      | Sir Safety Perugia | 3          |            |  |  |        |                    |        |
|  |                  | 4                  | Modena           | 0    |        |                    |            |            |  |  |        |                    |        |
|  | 4                | 4                  | Modena           | 0    | Modena | 3                  |            |            |  |  |        |                    |        |
|  | 4                |                    |                  |      | Modena | 3                  |            |            |  |  |        |                    |        |
|  | 5                | Powervolley Milano | 1                |      |        |                    |            |            |  |  |        |                    |        |
|  |                  |                    |                  |      |        |                    |            |            |  |  | 1      | Sir Safety Perugia | 3      |
|  |                  |                    | 3                | Lube | 2      |                    |            |            |  |  |        |                    |        |
|  | 2                | Trentino           | 3                |      |        |                    |            |            |  |  |        |                    |        |
|  | 7                | BluVolley Verona   | 0                |      |        |                    |            |            |  |  |        |                    |        |
|  | 7                | BluVolley Verona   | 0                |      | 2      | Trentino           | 2          |            |  |  |        |                    |        |
|  |                  |                    |                  |      | 2      | Trentino           | 2          |            |  |  |        |                    |        |
|  |                  | 3                  | Lube             | 3    |        |                    |            |            |  |  |        |                    |        |
|  | 3                | 3                  | Lube             | 3    | Lube   | 3                  |            |            |  |  |        |                    |        |
|  | 3                |                    |                  |      | Lube   | 3                  |            |            |  |  |        |                    |        |
|  | 6                | Milano             | 2                |      |        |                    |            |            |  |  |        |                    |        |

### Risultati

#### Quarti di finale
| 23 gennaio 2019 PalaEvangelisti, Perugia Durata: 1h:41 - Spettatori: 3 154          | Sir Safety Perugia | 3 - 1 | Padova             | 25-22, 25-19, 23-25, 25-19        |
| 24 gennaio 2019 PalaPanini, Modena Durata: 2h:01 - Spettatori: 4 277                | Modena             | 3 - 1 | Powervolley Milano | 28-30, 25-22, 25-22, 25-20        |
| 23 gennaio 2019 PalaTrento, Trento Durata: 1h:15 - Spettatori: 2 979                | Trentino           | 3 - 0 | BluVolley Verona   | 25-20, 25-12, 25-21               |
| 24 gennaio 2019 PalaCivitanova, Civitanova Marche Durata: 2h:20 - Spettatori: 2 438 | Lube               | 3 - 2 | Milano             | 25-21, 25-15, 20-25, 23-25, 19-17 |

#### Semifinali
| 9 febbraio 2019 Unipol Arena, Casalecchio di Reno Durata: 1h:18 - Spettatori: 8 743 | Sir Safety Perugia | 3 - 0 | Modena | 25-18, 28-26, 25-17               |
| 9 febbraio 2019 Unipol Arena, Casalecchio di Reno Durata: 2h:06 - Spettatori: 8 743 | Trentino           | 2 - 3 | Lube   | 20-25, 25-21, 19-25, 25-15, 10-15 |

#### Finale
| 10 febbraio 2019 Unipol Arena, Casalecchio di Reno Durata: 2h:23 - Spettatori: 8 941 | Sir Safety Perugia | 3 - 2 | Lube | 21-25, 21-25, 26-24, 25-23, 15-13 |